# Barleria stenophylla
Barleria stenophylla är en akantusväxtart som beskrevs av Wilhelm Sulpiz Kurz. Barleria stenophylla ingår i släktet Barleria och familjen akantusväxter. Inga underarter finns listade i Catalogue of Life.